# 1968 في بيرو
فيما يلي قوائم الأحداث التي وقعت خلال عام 1968 في بيرو.

## سياسة

### تعيين في المنصب
- 20 مارس – فرانسيسكو موراليس بيرموديز وزير الاقتصاد والمالية  [لغات أخرى]‏.
- 3 أكتوبر – خوان فيلاسكو ألفارادو رئيس بيرو.

### انتهاء فترة المنصب
- 21 مايو – فرانسيسكو موراليس بيرموديز وزير الاقتصاد والمالية  [لغات أخرى]‏.
- 3 أكتوبر – فرناندو تيري رئيس بيرو.
- 3 أكتوبر – لويس سانشيز عضو مجلس شيوخ بيرو ‏.

## رياضة
- 1 يناير – الدوري البيروفي لكرة القدم 1968 الفائز نادي سبورتينغ كريستال.
- 1 يناير – دوري الدرجة الثانية البيروفي 1968 الفائز ديبورتيفو مانيسيبال [الإنجليزية]‏.
- 1 يناير – كوبا بيرو 1968 الفائز كارلوس مانوتشي [الإنجليزية]‏.

## مواليد

### يناير
- 1 يناير – غوستافو رودريغيز كاتب بيروفي.

### فبراير
- 23 فبراير – بيتو أورتيز كاتب بيروفي.

### يوليو
- 5 يوليو – بيرني باز ممثل بيروفي.
- 16 يوليو – خيرمان كارتي لاعب كرة قدم بيروفي.

### أغسطس
- 7 أغسطس – فيكتور آيلا سياسي بيروفي.

### سبتمبر
- 24 سبتمبر – مارتين رودريغيز لاعب كرة قدم بيروفي.

### نوفمبر
- 5 نوفمبر – ألبرتو راميريز لاعب كرة قدم.
- 10 نوفمبر – فيكتور ريفيرا